# Везувій

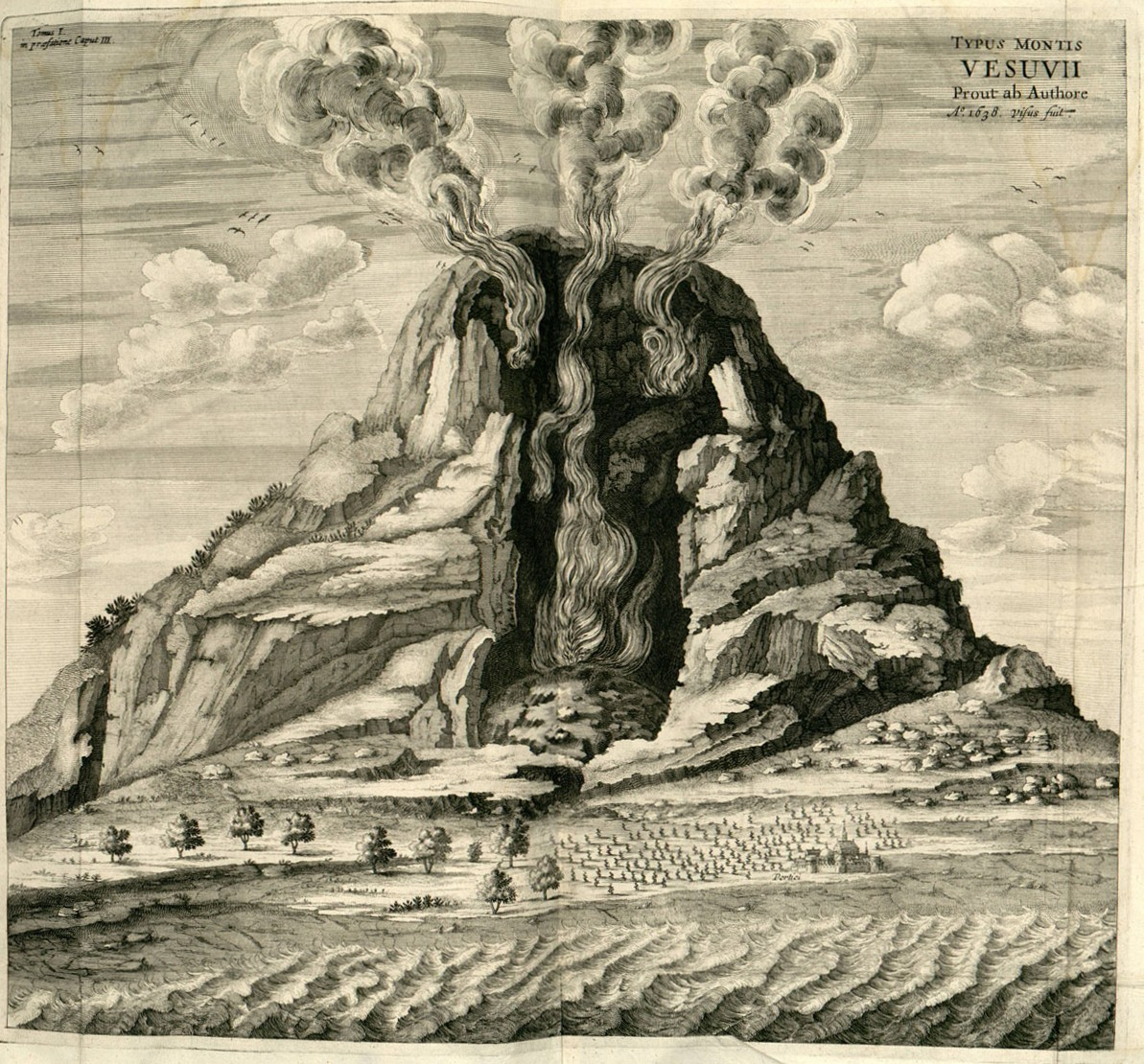
«Вигляд вулкана Везувій 1638 року». Ілюстрація до книги Атанасіуса Кірхера (Athanasius Kircher) «Mundus Subterraneus». 1664

Везу́вій (італ. Vesuvio) — активний стратовулкан на півдні Італії біля Неаполя. Висота —1277 метрів, діаметр кратера дорівнює приблизно 750 метрам. Один з трьох діючих вулканів Італії, єдиний діючий вулкан материкової Європи. Відомий тим, що під час плініанського виверження знищив римські міста Помпеї, Геркуланум та Стабії у 79 році н. е. Приблизне число загиблих в Помпеях — 2 000 осіб. Вважається одним із найнебезпечніших вулканів світу. Відомо більше 80 значних вивержень цього вулкана, останнє з яких сталося в 1944 році.
У кратері та на свіжих лавових потоках іноді вириваються водяні пари й гази з температурою до 400 °C. Лави й туфи, вивітрюючись, створили родючий ґрунт схилів Везувію. На нижній частині схилів знаходяться фруктові сади та виноградники, вище, до висоти приблизно 800 метрів — соснові гаї.

## Міфологія
Везувій має довгу історичну та літературну традицію. Він вважався божеством виду геній на час виверження 79 р. н. е. Він з'являється під іменем «Везувіус» у вигляді змії у декоративних фресках багатьох домашніх вівтарів (лат. lararia), які вціліли у Помпеях. Напис з Капуа до лат. IOVI VESVVIO (тобто Юпітер Везувіус) вказує, що його шанували як силу Юпітера.
Римляни вважали, що гора Везувій присвячена Геркулесу. Історик Діодор Сицилійський розповідає про традицію, що Геркулес, при виконанні своїх трудів, проходив неподалік міста Куми по дорозі на Сицилію та знайшов там місце, яке звалося «Флегрейська долина» (Φλεγραῖον πεδίον, «долина вогню»), «з пагорба, який здавна вивергав вогонь … що зараз зветься Везувій». Вона була населена бандитами, «синами Землі», які були гігантами. За допомогою богів він заспокоїв регіон та пішов далі. Чи є якісь факти в основі традиції — невідомо, як і те чи місто Геркуланум (лат. Herculaneum) було названо на честь неї. Епіграма поета Марціала 88 р. н. е. дозволяє припустити, що і Венера, патрон Помпеїв, і Геркулес вшановувалися у регіоні, знищеному виверженням 79 р. н. е.

## Походження назви
Везувій (Vesuvius) для назви вулкана широко використовувався авторами пізньої Римської республіки та ранньої Римської імперії. Його формами написання також були лат. Vesaevus, лат. Vesevus, лат. Vesbius і лат. Vesvius. Давньогрецькі автори використовували Οὐεσούιον чи Οὐεσούιος.
З того часу багато науковців пропонували етимологію назви. Оскільки сучасну Кампанію у Римську залізну добу населяли люди різних національностей та мов, етимологія залежить значною мірою від припущення, якою мовою в той час там розмовляли. Неаполь був заснований греками, про що свідчить його назва (Nea-polis, «Нове місто»). Оски, корінні італьські мешканці, жили у сільській місцевості. Латини також змагались за заселення Кампанії. Поселення етрусків також були неподалік. Різні стародавні автори також згадують про перебування там інших народів невідомого походження.
Деякі теорії про походження назви:
- від грецького префіксу οὔ = «не» до кореня з грецького слова σβέννυμι = «я вгамовую» (або пов'язаного з ним), у значенні «невгамовний».[8][9]
- від грецького ἕω = «я кидаю» і βίη «насильство», «кидаючий насильство», *vesbia, користуючись допоміжною формою слова.[10]
- від індоєвропейського кореня *eus- < *ewes- < *(a)wes-, «світити» у значенні «той, хто світить», через латинську чи оскійську мови.[11]
- від індоєвропейського кореня *wes = «вогнище» (порівняйте, напр., з Веста)

## Фізичний вигляд

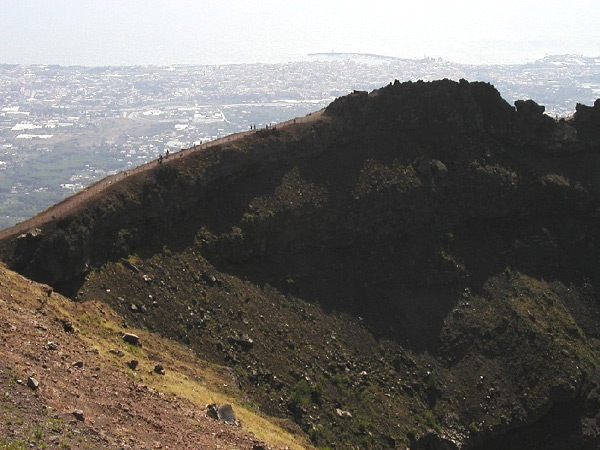
Вид на стіну кратера Везувія, на задньому фоні — місто Торре-дель-Греко

Везувій має виразну «горбату» вершину, яка складається з великого конуса (італ. Gran Cono), частково оточеного крутим краєм вершинної кальдери, утвореного колапсом ранішої та значно вищої структури вулкану Сомма. Гран Коно утворився лише під час виверження 79 р.н. е. Тому вулкан також називають Сомма-Везувій.
Кальдера почала формуватися під час виверження близько 17 000 (чи 18 300) років тому та збільшилась пізнішими пароксизмальними виверженнями, апогеєм яких було виверження 79 р. н. е. Ця структура дала назву терміну «сомма-вулкан», який позначає будь-який вулкан з вершинною кальдерою, яка (напів)оточує новіший конус.
Висота головного конуса постійно змінюється виверженнями, але станом на 2010 рік становила 1281 м н.м. Гора Сомма має висоту
1132 м н.м. і відділена від головного конуса долиною Атріо ді Кавалло, що має довжину 5 км. Схили вулкану пошрамовані лавовими потоками, а вільні від потоків ділянки густо заросли кущами, лісами на вищих висотах та виноградниками на нижчих. Везувій досі вважається активним вулканом, хоча його поточна активність дає лише багатий сіркою пар з отворів на дні та стінах кратеру. Але Везувій — це стратовулкан на межі зони субдукції Африканської плити під Євразійську.
Вулканічна вершина складена шарами лави, вулканічного попелу, вулканічного шлаку і пемзи. Їх мінералогія змінна, але зазвичай бідна на діоксид кремнію і багата на калій, а фоноліт виробляється при більш вибухових виверженнях (наприклад, виверження 1631 року продемонструвала повний стратиграфічний та петрографічний опис: спочатку був вивержений фоноліт, потім тефритовий фоноліт, і під кінець фотолітовий
тефрит).

## Формування
Везувій сформувався в результаті зіткнення двох тектонічних плит — Африканської та Євразійської. В процесі субдукції насичені водою осадові породи океанічної частини Африканської плити опинились у гарячих надрах планети, вода закипіла та знизила точку плавлення верхньої мантії Землі достатньо, щоб частково розплавилась скельна порода. Оскільки магма менш щільна, ніж тверда порода довкола неї, вона витискалась вгору і, знайшовши «слабке місце» у поверхні Землі, утворила вулкан.
Везувій є одним з декількох вулканів, які утворюють Кампанійську вулканічну дугу; інші вулкани — Флегрейські поля (велика кальдера у декількох кілометрах на північний захід), Епомео (у 20 км на захід на острові Іскія) і декілька підводних вулканів на південь від Везувія. Дуга є південним кінцем більшого ланцюга вулканів, утвореного зазначеною вище субдукцією, що простягається вздовж Італії аж до гори Аміата у південній Тоскані. З них Везувій є єдиним вулканом, який вивергався нещодавно; деякі мали виверження в останні кількасот років, а деякі є згаслими або не вивергались десятки тисяч років.

## Вулканічна діяльність
Потужні виверження Везувію як правило чергуються з періодами слабкої активності. Типове виверження Везувію характеризується викиданням великої кількості попелу та газів, які формували великий стовп. Під час вивержень рослинність на схилах та поселення біля підніжжя вулкана нерідко ставали жертвою стихії.
Імовірно вулкан Везувій з'явився 25 000 років тому в результаті зіткнення двох тектонічних плит. Перше виверження відбулося близько 6940 ± 100 року до н. е.
Виверження, що сталося 3800 років тому, покрило пірокластичними потоками територію, що охоплює Неаполь.
Потужне (5 балів за шкалою вивержень) виверження 79 року утворило кальдеру діаметром 15 км і знищило декілька міст — Помпеї та Стабії були засипані вулканічним попелом, місцями товщиною до 8 м, а Геркуланум — грязьовими потоками через дощ, що супроводжував виверження. Також існує версія про великий пірокластичний потік, який зруйнував Геркуланум та Помпеї. Пірокластичний потік був настільки насичений газами, що вони щільно запечатали будівлі міст й таким чином залишили їх без кисню, тож жертви виверження не змогли розкластися, а застигли у вулканічному попелі.
Сильні виверження також були 1631, 1794, 1822, 1872 та 1906 року.
Виверження 1631 року було в 10 разів слабше виверження 79 року, однак більша щільність населення прилеглих районів зумовила велику кількість жертв, близько 4000 осіб. Виверження проходило декілька фаз. Внаслідок виверження вулкан став нижче на 168 м. 1805 року виверження Везувію було відносно слабким, проте велика частина міста Неаполь була зруйнована майже повністю, а жертвами катастрофи стало близько 26 тисяч осіб.
Останнє історичне виверження вулкана Везувій відбулося 1944 року. Один з лавових потоків зруйнував міста Сан-Себастіано та Масса-ді-Сомма. Під час виверження загинуло 27 осіб. Висота фонтану лави з центрального кратера сягала 800 м, а вулканічна колона підіймалася над вулканом на висоту до 9000 м. Після цього виверження на Везувії спостерігається слабка фумарольна активність.

## Туризм і маршрути

### Національний парк
Національний парк Везувію (італ. Parco Nazionale del Vesuvio) був створений 5 червня 1995 року і охоплює площу близько 135 км² у провінції Неаполь. До його складу входять як активний вулкан Везувій, так і стародавній кратер Монте-Сомма. У парку прокладено 11 офіційних пішохідних маршрутів загальною протяжністю 54 км.

### Туристичні стежки
- Стежка № 5 «Гран Коно» веде безпосередньо до кратера. Вона є найпопулярнішою, має протяжність близько 4 км (в обидва боки), і вважається помірно складною. Її проходження займає приблизно 1,5–2 години[24][25].

- «Lava Flow» — коротка (~500 м) прогулянкова стежка через застиглий лавовий потік поблизу обсерваторії Везувію, доступна для більшості туристів[25].

- Rack Railway — маршрут довжиною 3 км, що слідує історичним шляхом колишньої рейкової дороги[25].

- Profica Valley — стежка довжиною 4,5 км, середньої складності. Веде через сільськогосподарські території, де вирощують традиційні помідори «pomodorini a piennolo»[25].

- Інші маршрути, як-от «Across Valle dell'Inferno» та «Terzigno Pine Forest», мають протяжність від 1,5 до 14 км і різні рівні складності — від легких до складних. Деякі з них доступні для людей з інвалідністю[23].

### Тривалість і складність
Маршрут «Гран Коно» вважається відносно легким і доступним для широкого кола відвідувачів. Підйом займає близько 20–30 хвилин, спуск — трохи довше. Більш тривалі маршрути, як-от «Valle dell'Inferno», можуть займати до 7–8 годин.

### Доступ і організація
Доступ до кратера дозволений лише з електронним квитком, придбаним заздалегідь онлайн. Основний вхід — з плато Quota 1000. Дістатися можна приватним транспортом, шаттлом або автобусом із Помпеї чи Ерколано.

### Рекомендації для мандрівників
Туристам рекомендують взувати зручне трекінгове взуття через сипкий вулканічний ґрунт. Відкриті сандалі або шльопанці не рекомендовані. Також варто мати при собі питну воду, захист від сонця, вітрозахисний одяг і готівку для оренди палиць або дрібних витрат.

### Безпека
Краєві зони кратера перебувають під контролем адміністрації. Відвідувачам заборонено сходити з маркованих маршрутів. У період пандемії COVID-19 був впроваджений обов'язковий попередній запис через інтернет. Через слабке покриття інтернету на вершині траплялись випадки шахрайства з перепродажем квитків.

### Послуги й екскурсії
До головного входу регулярно курсують трансфери з Неаполя та Помпеїв, також можливі організовані екскурсії з гідами або аудіогідами. Стандартний візит до кратера з оглядом займає близько 90 хвилин.

### Найкращий час для відвідин
Оптимальним сезоном для відвідин вважаються весна й осінь — менше туристів, помірна температура. Влітку спекотно та багатолюдно, узимку — холодно, часто бувають вітри й дощ.

## Везувій сьогодні
Територія довкола Везувія була оголошена національним парком 5 червня 1995 р. Вершина Везувію відкрита для відвідувачів, а довкола вулкану облаштовано невелику мережу туристичних маршрутів, які по вихідних обслуговуються адміністрацією парку. Дорога прокладена до висоти 200 м до вершини (по вертикалі), але після того доступ лише пішки. Від кінця дороги до кратеру облаштовано спіральну пішохідну стежку.